# Amphinemura albifasciata
Amphinemura albifasciata is een steenvlieg uit de familie beeksteenvliegen (Nemouridae). De wetenschappelijke naam van de soort is voor het eerst geldig gepubliceerd in 1981 door Sivec.